# 顾品珍
顾品珍（1883年—1922年3月20日）字莜斋，云南昆明人，清末民初将领，滇军重要领导人之一。

## 生平
顧品珍出生家庭為昆明的中藥商間中醫，家境優裕。因此在年幼時顧品珍有能力接受學校教育。光绪二十八年（1902年），顧品珍留學日本，先是進入弘文學院學習日文，光緒三十年（1904）進入东京振武学校進行基礎軍事教育，並成功考入日本陆军士官学校中國留學生班隊，為第6届骑兵科。在日本留学期间，顾品珍为革命思想所倾倒，加入了中国同盟会。光绪34年（1908年），顾品珍毕业，在宣統元年（1909）返回家鄉雲南，出任云南陆军讲武堂兵学教习兼騎兵監督。
宣统3年（1911年）10月30日，蔡锷、唐继尧率领云南暂编陆军第十九镇发动昆明重九起义。顾品珍響應起義軍部隊，其率領講武堂騎兵學生奪取巫家壩的騎兵部隊駐地，奪取戰馬與軍火後率部隊衝擊昆明城，使起義軍得以從佔領的小西門進入城內，控制省會，戰役中顧品珍和清軍騎兵交戰負傷。革命成功後，雲南軍政府成立，顧品珍出任參謀部第五部（主管輜重彈藥）部長。
由於四川起義軍戰況膠著，雲南方面得到大漢四川軍政府請求支援，派遣援川軍出征。顧品珍編入谢汝翼率领的援川軍第1梯团擔任參謀長。由於援川軍的加入導致原本有餘力維持膠著的清軍戰況轉壞，四川邊務大臣，前四川總督趙爾豐遭到起義軍給擒獲，後遭斬首。作戰勝利後，援川軍返回雲南，顧品珍升任騎兵團團長。
民国二年（1913年）秋，任雲南陸軍第2師代师长，民國三年（1914）3月，升任雲南陸軍第1師师长。民国四年（1915年）12月25日，蔡锷、唐继尧组织护国军发动护国战争。顾品珍任护国军第1军第3梯团团长，追随蔡锷出征四川。在瀘州戰鬥等一系列四川省內戰役中，顾品珍勇敢战斗，立下军功。1916年6月，袁世凯病死后副總統黎元洪接任，取消帝制，護國戰爭結束。护国军在戰爭結束後開始改组。蔡鍔升任四川督軍兼四川省省長，追隨蔡鍔部隊的第3梯團則增編升格為四川陸軍第6師，顧品珍任師長兼成都戍衛司令。12月升任陆军中将。由於蔡鍔在1916年11月猝逝，顧品珍又重新與唐繼堯恢復合作關係。
民國六年（1917）4月28日，顾品珍指揮的四川陸軍第6師被北京國民政府改編由中央直轄，稱為陸軍第14師，顧品珍續任師长。同年因7月北京政治政變後而出現了護法運動，支持護法派的唐繼堯脫離北京政府統治，組建靖國聯軍，與其同盟的顧品珍也放棄了北京政府的職銜，14師更名為「在川靖國軍第一軍」，顧品珍升任軍長，在川靖國軍與親北京的川軍在四川省內多度爆發交戰。北京政府為了處理靖國軍，由吳光新擔任四川查辦使結合親北京政府的四川督軍劉存厚試圖驅逐反叛軍。面對北京部隊，顧品珍與在川靖國軍第二軍（軍長趙又新）、四川靖國軍（總司令熊克武）聯軍擊敗了吳光新與劉存厚聯軍，靖國軍與北京政府在四川的戰爭是在民國七年（1918）2月20日，由川東護國第一支隊（隊長顏德基）、貴州陸軍第2師（師長袁祖銘）、四川陸軍第2師（師長石青陽）、第5師（師長呂超）進入成都告終。在川靖國軍第一軍在戰勝後繼續在四川省內鄰近成都的資陽縣、簡陽縣、資中縣、內江縣等地駐紮。3月，北軍連奪湖南岳州、長沙，護法軍退守湘南，唐繼堯命顧品珍東進湖北，窺宜昌，牽制北軍。
護法運動結束後，熊克武並不樂見雲貴軍隊持續在四川存在，他提出“川人治川”的口号，增強自身軍力之餘也以政治訴求計畫驅逐滇軍與黔軍。兩軍的衝突始於民國九年（1920）3月，唐繼堯宣布撤銷熊克武的職務，其職務由劉湘接任。5月，唐下令在川靖國軍與黔軍聯合驅逐熊克武，顧品珍被任命為「追擊總司令」，川軍後來集結反擊，在川靖國軍第一軍在成都遭到擊退，第二軍在瀘州市被擊敗時其軍長趙又新遭擊斃，由於態勢不利於己方，顧品珍下令部隊撤退回雲南，駐防畢節市、昭通市，唐繼堯任命顧為雲南東防督辦。顾品珍回到云南时，滇军士官邓泰中、杨蓁、金汉鼎等人不滿唐继尧頻繁用兵。1920年末，他们秘密集会，决定迅速发动兵变。杨原来是顾的亲信，报告顾这些决议，顾也决心发动倒唐兵变。那时，靖国军第8军军长叶荃突然发动兵变，可是唐继尧已经察知叶的企图，轻易地击败了叶。对顾来说，叶的兵变是完全偶然的事情，但顾掌握了绝好的机会。
民国10年（1921年）2月，顾亦发动倒唐兵变。唐繼堯則没能料想到顧品珍会叛變，急忙逃赴香港，通電下野。兵變成功後，顧品珍被推派為滇軍總司令。同年4月20日周钟岳辞去省长职务，顾品珍在金汉鼎等人的提议下，于4月23日兼任省长。同年12月，顾品珍支持孙中山的北伐，1922年1月，任云南讨贼军总司令。同年2月，唐继尧除了尋求舊部下支持，也向駐廣東的滇軍尋求援助。顧品珍雖告知孫中山企圖攔截，但無兵力的孫中山最終無力阻止駐廣滇軍回滇。顾品珍迎击唐军。起初，顾军的数量超过唐军，但顾军发生内讧，统率困难。3月20日，顾品珍驻宜良鵝毛寨时，支持唐的雲南土匪吳學顯率軍突袭顾品珍的指揮部。在混乱中，包括警衛營營長、參謀長等核心親信接連遭到射殺，顾品珍也中弹身亡，享年39岁。民国12年（1923年），孙中山追赠顾品珍为中华民国陆军上将。